# Réde
Réde is een plaats (község) en gemeente in het Hongaarse comitaat Komárom-Esztergom. Réde telt 1356 inwoners (2015).

## Geschiedenis
De naam van het dorp verscheen voor het eerst in een eigentijdse daad in de vorm van Radé in 1234.